# Basketbal op de Middellandse Zeespelen 2018
Basketbal is een van de sporten die beoefend werden tijdens de Middellandse Zeespelen 2018 in Tarragona, Spanje. Het klassieke basketbal werd van het programma gehaald en vervangen door de 3x3-variant.

## Uitslagen
| Event       | Goud      | Zilver | Brons    |
| ----------- | --------- | ------ | -------- |
| Mannen 3x3  | Frankrijk | Italië | Slovenië |
| Vrouwen 3x3 | Frankrijk | Spanje | Portugal |

## Medaillespiegel
| Plaats | Land      | Goud | Zilver | Brons | Totaal |
| 1      | Frankrijk | 2    | 0      | 0     | 2      |
| 2      | Italië    | 0    | 1      | 0     | 1      |
| 2      | Spanje    | 0    | 1      | 0     | 1      |
| 4      | Portugal  | 0    | 0      | 1     | 1      |
| 4      | Slovenië  | 0    | 0      | 1     | 1      |
| Totaal | Totaal    | 2    | 2      | 2     | 6      |

1951 · 1955 · 1959 · 1963 · 1967 · 1971 · 1975 · 1979 · 1983 · 1987 · 1991 · 1993 · 1997 · 2001 · 2005 · 2009 · 2013 · 2018 · 2022
Atletiek · Badminton · Basketbal · Bocce · Boksen · Boogschieten · Gewichtheffen · Golf · Gymnastiek · Handbal · Judo · Kanovaren · Karate · Paardensport · Roeien · Schermen · Schietsport · Taekwondo · Tafeltennis · Tennis · Triatlon · Voetbal · Volleybal · Waterpolo · Waterskiën · Wielersport · Worstelen · Zeilen · Zwemmen